# Service ferroviaire métropolitain de Turin
Le service ferroviaire métropolitain de Turin (Servizio ferroviario metropolitano di Torino en Italien, aussi abrégé SFM) est le réseau express régional de trains de banlieue de la ville métropolitaine de Turin dans la région de Piémont, en Italie. Mis en service en décembre 2012, il comporte six lignes.

## Généralités
Le réseau du service ferroviaire métropolitain de Turin a pour objectif de desservir par un réseau de trains de banlieue la ville de Turin ainsi que les localités appartenant à la ville métropolitaine de Turin, voire au-delà dans la région du Piémont.
L'offre mise en place suit cinq principes directeurs. Elle est :
- cadencée, avec un train par heure en heure creuse, deux trains par heure en heure de pointe et un train toutes les deux heures le week-end ;
- homogène, avec des temps de parcours identiques pour tous les trains effectuant la même desserte ;
- coordonnée, avec des horaires permettant des correspondances avec les trains régionaux dans les gares de Turin (ceux-ci ayant une desserte essentiellement radiale au départ de la gare de Turin-Porta-Nuova) ;
- sans interruption de service en journée avec des plages horaires de maintenance et de travaux programmées la nuit ;
- avec un trafic égal dans les deux sens de circulation afin de permettre les déplacements dans le sens opposé aux déplacements pendulaires.

## Tarification
En plus de la possibilité d'acheter des billets Trenitalia ou GTT au trajet, il existe des titres de transport SFM intégrés aux transports urbains turinois, c'est-à-dire qu'il est possible d'utiliser n'importe quel moyen de transport public (bus, métro et tram) dans la zone urbaine de Turin en plus du trajet effectué en train, et ce pendant toute la durée de validité du titre de transport. Trois types de billets intégrés peuvent être achetés dans tous les guichets, kiosques à journaux et bureaux de tabac commercialisant les titres de transport GTT :
- Billet intégré U (zone urbaine) : valide 90 minutes.
- Billet intégré A (première ceinture) : valide 90 minutes.
- Billet intégré B (deuxième ceinture) : valide 120 minutes.

Des abonnements SFM sont également disponibles, sur le même modèle que les billets intégrés. La région de Piémont a également mis en place une carte de libre circulation baptisée « BIP » permettant d'utiliser les transports urbains de Turin, les lignes SFM ainsi que les lignes Regionale et Regionale Veloce de la région.

## Infrastructures
La principale infrastructure dont la construction a été nécessaire pour la mise en service du service ferroviaire métropolitain de Turin fut la Passante ferroviaire de Turin qui a remplacé la ligne historique en empruntant un nouveau tracé souterrain. Cette nouvelle ligne a été mise en service en décembre 2012. Une nouvelle ligne est également en construction pour relier la ligne SFM A, coupée de tout lien vers la gare de Turin-Porta-Susa depuis la construction de la passante ferroviaire de Turin en souterrain. En plus de cette ligne, les gares actuelles ont été modernisées et deux nouvelles gares ont été construites : Turin-Porta-Susa et Turin-Rebaudengo Fossata.
Une modification de la signalisation de la passante ferroviaire sera nécessaire pour permettre un espacement futur de 4 minutes entre deux trains consécutifs.

## Histoire
Le projet du service ferroviaire métropolitain de Turin est apparu sur proposition de la région de Piémont, en 1999, afin de tirer le meilleur parti possible des travaux d'infrastructure réalisés dans la ville pour la mise en place d'une nouvelle ligne traversante (la « passante ferroviario » ou passante ferroviaire en Français). En 2006, la planification de l'offre des futures lignes du SFM a été reprise par l'agence de mobilité métropolitaine de Turin.
Le service ferroviaire métropolitain de Turin a été officiellement présenté à la Mole Antonelliana en présence du président de la région de Piémont et de son conseiller aux transports, du maire de Turin (représentant les soixante communes desservies par le SFM) ainsi que de la direction générale des Ferrovie dello Stato Italiane et du GTT. Les cinq premières lignes du réseau (1, 2, 3, 4 et A) ont été mises en service le 9 décembre 2012 à la suite de l'ouverture de la passante ferroviaire de Turin, ayant permis le quadruplement des voies, la mise en souterrain de la ligne et l'ouverture des gares quelques années plus tôt de Turin-Porta-Susa et Turin-Rebaudengo Fossata. L'offre en semaine est alors basée sur la circulation de 256 trains par jour desservant 75 gares,. Les lignes SFM 7 (Turin-Fossano) et SFM B (Cavallermaggiore-Bra-Alba) ont été mises en service le 9 juin 2013, portant le nombre de gares desservies par le réseau à 85 pour 326 trains. La ligne SFM 6 (Turin-Asti) est mise en service le 15 décembre 2013. Le réseau était alors composé de huit lignes desservant 93 gares avec 358 trains par jour.
Le 12 février 2014, un accord définissant les travaux d'infrastructure nécessaires à la mise en service d'une nouvelle ligne SFM 5 entre Orbassano et Turin a été signé par les autorités.
La ligne SFM 3 (Turin-Bardonnèche) a été prolongée en 2017 à travers le tunnel ferroviaire du Fréjus jusqu'à Modane en France. Ce prolongement de ligne est uniquement exploité les dimanches et jours fériés et a été mis en service le 10 septembre 2017. Pour ce premier jour de service, la relation a été exploitée à l'aide de rames tractées par des locomotives FS E.464.
La ligne SFM B, reliant Cavallermaggiore à Alba, a été suspendue en 2020 à cause de la pandémie de Covid-19 en Italie par la région de Piémont.
Le 25 août 2020, le tronçon entre les gares de Turin-Dora (GTT) et Madonna di Campagna a été mis hors service pour l'achèvement des travaux du tunnel sous le Corso Grosseto, qui sera utilisé pour la connexion souterraine avec le reste du réseau SFM de la ligne ferroviaire Torino-Ceres, restée isolée depuis la fin des travaux de la passante ferroviaire de Turin,,. Les trains sont par ailleurs limités temporairement au sud à la gare de Venaria, la fin du trajet étant assurée par autobus de substitution.
Le 1er janvier 2021, le chemin de fer de Canavesana (Settimo Torinese - Pont-Canavese), circulé par la ligne SFM 1 et auparavant gérée par le GTT, revient à Trenitalia qui en assurera l'exploitation avec des trains Minuetto, Jazz et Pop. Les quatre premiers trains Pop ont été mis en service sur le réseau du service ferroviaire métropolitain de Turin à la même date. En effet, ces trains font partie d'un plan d'investissement de 350 millions d'euros mis en place après la signature du nouveau contrat d'exploitation du réseau par Trenitalia et la région de Piémont, pour renouveler le matériel roulant du service ferroviaire métropolitain avec l'achat de 32 trains dont 9 Pop et 23 Rock. Ils circuleront sur les lignes SFM 1, 2, 3, 4, 6 et 7. L'objectif à terme est de n'exploiter les lignes du service ferroviaire métropolitain de Turin qu'avec des trains modernes Jazz, Pop et Rock.
À la suite de l'avancée des travaux la passante ferroviaire de Turin, la ligne ferroviaire de Turin à Ceres a été déconnectée de l'ancienne ligne traversant Turin et desservant l'ancienne gare de Turin-Porta-Susa. Un projet de nouvelle ligne de raccordement a néanmoins été lancé afin de rétablir un lien entre les lignes de Turin à Ceres et la passante ferroviaire de Turin. Le 25 août 2020, le tronçon entre les gares de Turin-Dora (GTT) et Madonna di Campagna a été mis hors service pour l'achèvement des travaux du tunnel sous le Corso Grosseto, qui sera utilisé pour la connexion souterraine avec le reste du réseau SFM,,. Les trains sont par ailleurs limités temporairement au sud à la gare de Venaria, la fin du trajet étant assurée par autobus de substitution. La gare de Rigola Stadio sera également démolie. Les trois gares abandonnées seront remplacées par deux nouvelles gares : Juventus Stadium et Grosseto.
À terme (initialement pour 2022), la nouvelle liaison devrait voir passer les lignes SFM 3 (uniquement les trains en provenance de Bardonnèche), 4, 6 et 7, ce qui assurera un cadencement au quart d'heure de la desserte entre Turin-Porta-Susa et Turin-Aéroport. Pour l'instant, depuis la réouverture de la ligne en janvier 2024, seules les lignes 4 et 7 ont été prolongées jusqu'à la gare de Cirié, assurant ainsi une cadence à la demi-heure sur la branche,.
Lors du changement d'horaire du 15 décembre 2024, la ligne SFM 6 a été prolongée jusqu'à l'aéroport de Turin-Caselle en lieu et place de l'ex-terminus en gare de Turin-Stura. Cette nouvelle desserte a été permise par l'amélioration de l'installation électrique de la ligne de Turin à Ceres et la mise en service des nouvelles voies de la gare de Caselle-Aéroport,.
Le 4 mai 2025, la ligne SFM 4 a été prolongée à Germagnano, absorbant la ligne A qui assurait jusqu'alors une desserte en navette de la section entre Cirié et Germagnano.

## Réseau

### Ligne SFM 1
Les trains de la ligne SFM 1 assurent la desserte horaire de toutes les gares de Rivarolo Canavese à Chieri, sauf en milieu de matinée entre Rivarolo Canavese et Turin-Stura. La desserte est complétée en heure de pointe par des trains permettant d'atteindre une cadence à la demi-heure. Certains de ces trains sont limités à la desserte du nord de la ligne et terminent leurs courses à Turin-Lingotto.
La desserte ferroviaire de la section Pont-Canavese - Rivarolo Canavese n'est plus assurée depuis le 1er janvier 2021,,.
| sfm 1 | Pont-Canavese ↔ Rivarolo Canavese ↔ Chieri | Pont-Canavese ↔ Rivarolo Canavese ↔ Chieri | Pont-Canavese ↔ Rivarolo Canavese ↔ Chieri | Pont-Canavese ↔ Rivarolo Canavese ↔ Chieri | Pont-Canavese ↔ Rivarolo Canavese ↔ Chieri | Pont-Canavese ↔ Rivarolo Canavese ↔ Chieri | Pont-Canavese ↔ Rivarolo Canavese ↔ Chieri   | Pont-Canavese ↔ Rivarolo Canavese ↔ Chieri   | Pont-Canavese ↔ Rivarolo Canavese ↔ Chieri | Pont-Canavese ↔ Rivarolo Canavese ↔ Chieri | Pont-Canavese ↔ Rivarolo Canavese ↔ Chieri |
| sfm 1 | Durée du trajet 79/82 min                  | Durée du trajet 79/82 min                  | Nombre d'arrêts 19                         | Nombre d'arrêts 19                         | Cadencement Horaire                        | Cadencement Horaire                        | Jour de fonctionnement L, Ma, Me, J, V, S, D | Jour de fonctionnement L, Ma, Me, J, V, S, D |                                            |                                            |                                            |

### Ligne SFM 2
Les trains de la ligne SFM 2 assurent la desserte horaire de toutes les gares de Pignerol à Chivasso, à l'exception de quelques trains supplémentaires circulant uniquement de Chivasso à Turin-Lingotto. La desserte est complétée en heure de pointe par des trains afin de proposer une cadence à la demi-heure.
La desserte entre Pignerol et Torre Pellice est assurée en autobus.
| sfm 2 | Pignerol ↔ Chivasso       | Pignerol ↔ Chivasso       | Pignerol ↔ Chivasso | Pignerol ↔ Chivasso | Pignerol ↔ Chivasso | Pignerol ↔ Chivasso | Pignerol ↔ Chivasso                          | Pignerol ↔ Chivasso                          | Pignerol ↔ Chivasso | Pignerol ↔ Chivasso | Pignerol ↔ Chivasso |
| sfm 2 | Durée du trajet 74/78 min | Durée du trajet 74/78 min | Nombre d'arrêts 15  | Nombre d'arrêts 15  | Cadencement Horaire | Cadencement Horaire | Jour de fonctionnement L, Ma, Me, J, V, S, D | Jour de fonctionnement L, Ma, Me, J, V, S, D |                     |                     |                     |

### Ligne SFM 3
Les trains de la ligne SFM 3 au départ de Suse assurent tous les arrêts jusqu'à Turin-Porta-Nuova tandis que les trains au départ de Bardonnèche desservent toutes les gares jusqu'à Bussolin puis toutes les gares d'Avigliana à Turin-Porta-Nuova (hors jours fériés et trains de pointe).
| sfm 3 | Bardonnèche/Suse ↔ Turin-Porta-Nuova                                     | Bardonnèche/Suse ↔ Turin-Porta-Nuova                                     | Bardonnèche/Suse ↔ Turin-Porta-Nuova | Bardonnèche/Suse ↔ Turin-Porta-Nuova | Bardonnèche/Suse ↔ Turin-Porta-Nuova    | Bardonnèche/Suse ↔ Turin-Porta-Nuova    | Bardonnèche/Suse ↔ Turin-Porta-Nuova         | Bardonnèche/Suse ↔ Turin-Porta-Nuova         | Bardonnèche/Suse ↔ Turin-Porta-Nuova | Bardonnèche/Suse ↔ Turin-Porta-Nuova | Bardonnèche/Suse ↔ Turin-Porta-Nuova |
| sfm 3 | Durée du trajet 84/86 min (branche Bardonnèche) 66/68 min (branche Suse) | Durée du trajet 84/86 min (branche Bardonnèche) 66/68 min (branche Suse) | Nombre d'arrêts 19                   | Nombre d'arrêts 19                   | Cadencement Horaire pour chaque branche | Cadencement Horaire pour chaque branche | Jour de fonctionnement L, Ma, Me, J, V, S, D | Jour de fonctionnement L, Ma, Me, J, V, S, D |                                      |                                      |                                      |

### Ligne SFM 4
Les trains de la ligne SFM 4 assurent la desserte horaire de toutes les gares d'Alba à Cirié, à l'exception de quelques trains limités à Bra, à Turin-Stura (en particulier en matinée), à Turin-Lingotto et des supplémentaires d'heure de pointe limités à Turin-Porta-Susa. À noter que les gares de Pocapaglia et Monticello d'Alba sont desservies alternativement toutes les deux heures.
La desserte est complétée la demi-heure complémentaire par des autobus reliant Cirié à Ceres.
| sfm 4 | (Germagnano ↔) Cirié ↔ Alba           | (Germagnano ↔) Cirié ↔ Alba           | (Germagnano ↔) Cirié ↔ Alba | (Germagnano ↔) Cirié ↔ Alba | (Germagnano ↔) Cirié ↔ Alba | (Germagnano ↔) Cirié ↔ Alba | (Germagnano ↔) Cirié ↔ Alba                  | (Germagnano ↔) Cirié ↔ Alba                  | (Germagnano ↔) Cirié ↔ Alba | (Germagnano ↔) Cirié ↔ Alba | (Germagnano ↔) Cirié ↔ Alba |
| sfm 4 | Durée du trajet 122 min (155/160 min) | Durée du trajet 122 min (155/160 min) | Nombre d'arrêts 25 (31)     | Nombre d'arrêts 25 (31)     | Cadencement Horaire         | Cadencement Horaire         | Jour de fonctionnement L, Ma, Me, J, V, S, D | Jour de fonctionnement L, Ma, Me, J, V, S, D |                             |                             |                             |

### Ligne SFM 6
Les trains de la ligne SFM 6 assurent la desserte horaire de toutes les gares d'Asti à Turin-Aéroport de Caselle à l'exception des gares de Venaria Reale Rigola Stadio et Turin-Corso-Grosseto. Le premier train du matin a la particularité de circuler au départ de Turin-Stura vers Asti.
| sfm 6 | Turin-Aéroport de Caselle ↔ Asti | Turin-Aéroport de Caselle ↔ Asti | Turin-Aéroport de Caselle ↔ Asti | Turin-Aéroport de Caselle ↔ Asti | Turin-Aéroport de Caselle ↔ Asti | Turin-Aéroport de Caselle ↔ Asti | Turin-Aéroport de Caselle ↔ Asti             | Turin-Aéroport de Caselle ↔ Asti             | Turin-Aéroport de Caselle ↔ Asti | Turin-Aéroport de Caselle ↔ Asti | Turin-Aéroport de Caselle ↔ Asti |
| sfm 6 | Durée du trajet 93 min           | Durée du trajet 93 min           | Nombre d'arrêts 17               | Nombre d'arrêts 17               | Cadencement Horaire              | Cadencement Horaire              | Jour de fonctionnement L, Ma, Me, J, V, S, D | Jour de fonctionnement L, Ma, Me, J, V, S, D |                                  |                                  |                                  |

### Ligne SFM 7
Les trains de la ligne SFM 7 assurent la desserte horaire de toutes les gares de Cirié à Fossano à l'exception d'un train supplémentaire circulant le matin de Turin-Porta-Nuova à Fossano et de deux trains par sens limités à Turin-Stura en matinée.
| sfm 7 | Cirié ↔ Fossano         | Cirié ↔ Fossano         | Cirié ↔ Fossano    | Cirié ↔ Fossano    | Cirié ↔ Fossano     | Cirié ↔ Fossano     | Cirié ↔ Fossano                              | Cirié ↔ Fossano                              |  |
| sfm 7 | Durée du trajet 102 min | Durée du trajet 102 min | Nombre d'arrêts 20 | Nombre d'arrêts 20 | Cadencement Horaire | Cadencement Horaire | Jour de fonctionnement L, Ma, Me, J, V, S, D | Jour de fonctionnement L, Ma, Me, J, V, S, D |  |

## Projets

### Nouvelle ligne SFM 5 reliant Turin-Porta Stura à Orbassano
La ligne SFM 5 devrait atteindre l'hôpital San Luigi d'Orbassano dont la gare terminus sera dotée d'un parc relais de 400 places et d'un garage à vélos. Une gare, baptisée Borgata Quaglia - Le Gru, sera également construite sur le territoire de la ville de Grugliasco, à proximité d'un centre commercial, à six mètres de profondeur. Enfin, une troisième gare dénommée San Paolo devrait être érigée sur la ligne du Fréjus dans la ville de Turin entre les gares de Borgata Quaglia - Le Gru et Turin-Porta Susa, à l'intersection des Via Tirreno et Corso Siracusa. Cette gare serait également un nouveau point d'arrêt pour tous les trains de la ligne SFM 2 afin de favoriser les correspondances entre la ligne SFM 5 et les destinations du Val de Suse. L'accord définissant les travaux d'infrastructure nécessaires et leur financement a été signé le 12 février 2014. Le coût de ces nouvelles gares est estimé à environ 18 millions d'euros,,. Le financement par Rete ferroviaria italiana et la région de Piémont a été annoncé par la délibération régionale de la région de Piémont datant du 7 août 2020.
Selon le calendrier des travaux présenté début 2020, la mise en service des trois nouvelles gares et la ligne était prévue pour la fin de l'année 2024,. La date de mise en service de la ligne, initialement fixée à 2018 lors de la signature de l'accord définissant le programme des travaux avait déjà été repoussée par deux fois pour 2021 puis 2022.
La date de mise en service de la gare d'Orbassano a été finalement fixée à 2026 à la suite de retards administratifs, contretemps et de la pandémie de Covid-19. Elle disposera d'un tunnel sous les voies qui reliera les deux côtés de la gare tandis que des parkings et zones de dépose seront aménagées à proximité du bâtiment voyageurs,.

### Nouvelle ligne SFM 8 reliant Turin-Lingotto à Settimo Torinese puis Chivasso
Initialement prévue pour 2020, une ligne SFM 8 a été planifiée afin de relier les gares de Turin-Lingotto et Settimo Torinese. L'objectif est également d'améliorer les fréquences de desserte des gares entre Turin-Stura et Turin-Lingotto afin d'atteindre 8 trains par heure et par sens sur ce tronçon. À terme (initialement pour 2022), il est prévu de prolonger cette ligne de Settimo Torinese à Chivasso en 2026, qui serait alors desservie par trois trains par heure (2 SFM 2 et 1 SFM 8),,.

### Nouvelles gares de Turin-Zappata et Turin-Dora
Au début de l'année 2020, les techniciens de Rete ferroviaria italiana ont présenté le projet de la construction des nouvelles gares de Turin-Dora et Turin-Zappata. La première serait située sur la ligne Passante ferroviaire de Turin entre les gares de Turin-Porta-Susa et Turin-Rebaudengo Fossata tandis que la deuxième se situerait entre les gares de Turin-Porta-Susa et Turin-Lingotto. Turin-Dora serait desservie par l'ensemble des trains du SFM (à l'exception des services reliant Bardonnèche à Turin-Porta-Nuova) tandis que la gare de Turin-Zappata serait desservie par les lignes 1, 2, 4, 6, 7 et 8.
La gare de Turin-Zappata sera placée entre Largo Orbassano et le Corso Filippo Turati, à un emplacement déjà réservé dès les travaux de construction de cette voie ferrée souterraine de liaison en 1999. Les structures porteuses de la gare ont déjà été réalisées. Son coût est estimé à un montant maximum de 20 millions d'euros.
Les travaux devraient être plus complexes pour la réalisation de la gare de Turin-Dora. Celle-ci sera située entre la Piazza Generale Antonio Baldissera et le Corso della Dora. Comme pour la future gare de Zappata, le gros œuvre a déjà été réalisé lors des travaux de construction de la ligne, achevés en 2009. Son coût est estimé à un montant de 30 millions d'euros.
Ces deux nouvelles gares devaient initialement être achevées en 2024. Les travaux sont quasiment restés au point mort en 2020 à la suite d'un manque de liquidités.
Rete ferroviaria italiana a finalement publié un appel d'offres pour un montant de 48,6 millions d'euros avec un objectif de début des travaux au second semestre de l'année 2025. S'il n'y a pas de retard dans les travaux, les deux gares pourraient alors ouvrir en 2028 à l'issue de trois années de travaux.

### Nouveau tunnel entre Turin-Porta-Susa et Turin-Porta-Nuova
La construction d'un nouveau tunnel ferroviaire à double voie de 4,5 kilomètres est prévue entre les gares de Turin-Porta-Susa et Turin-Porta-Nuova. Il devrait permettre de séparer les circulations reliant les deux gares et celles du service ferroviaire métropolitain de Turin dont les fréquences seraient renforcées,.

### SFM 1: Électrification et réouverture de la ligne Pont Canavese-Rivarolo
Le trafic de la ligne SFM 1 entre Rivarolo et Pont-Canavese a été interrompu le 1er janvier 2021, à la suite du transfert de la ligne de GTT à Trenitalia, afin de réaliser les travaux d'électrification de cette section de la ligne SFM 1,,.
Les travaux d'électrification de la ligne ont commencé en novembre 2020 mais sans date prévue de mise en service. Les travaux étaient prévus pour durer au moins dix-huit mois,,. Un projet final de 34 millions d'euros a finalement démarré pour une durée de dix-huit mois de travaux avec objectif de fin de travaux à la fin de l'année 2025. Des tests seront ensuite effectués durant 4 à 6 mois pour une mise en service en juin 2026. Ce projet comprend également l'amélioration de l'infrastructure, la remise aux normes des gares, l'installation du Sistema di controllo della marcia del treno ou encore l'abaissement de la voie dans le tunnel de Cuorgnè pour permettre le passage de nouveaux trains. Des passages à niveau devraient également être supprimés,,. 

### SFM 2: Réouverture de la ligne Pignerol-Torre Pellice
Le desserte voyageurs de la ligne ferroviaire Pignerol-Torre Pellice a été abandonnée le 17 juin 2012 à la suite d'une décision du conseil régional de Piémont de suspendre le trafic ferroviaire sur douze lignes (soit 24 % du réseau ferré de la région). Les années suivantes, Val Pellice a demandé à plusieurs reprises la restauration du trafic ferroviaire. En 2019, à la suite d'un appel d'offres de la région de Piémont pour l'exploitation du service ferroviaire régional (le premier dans l'histoire de la région), Trenitalia remporte le contrat et s'engage à rouvrir cette ligne en annonçant douze allers-retours avec un temps de trajet d'une heure jusqu'à Turin au lieu d'une heure et demie avec les autobus en correspondance avec le train à Pignerol. La caténaire de la ligne a été démontée entre le 23 avril et le 5 mai 2020, en pleine période de confinement. L'argument de la peur du vol de câbles en cuivre est avancé alors que des associations appréhendent une décision prise pour rendre impossible la remise en service de la ligne,. À la suite de cet événement, plusieurs associations ont envoyé des courriers électroniques au conseiller régional des transports, Marco Gabusi, dont le comité Treno Vivo.
Fin janvier 2021, des associations ont envoyé une lettre au président du Montana del Pinerolese et aux administrations locales demandant la remise en service immédiate de la ligne ferroviaire Pignerol-Torre Pellice, conformément au contrat d'exploitation signé avec Trenitalia pour le service ferroviaire métropolitain de Turin.
Le 14 février 2021, des militants volontaires de Greenpeace ont manifesté en installant un chantier symbolique sur la ligne ferroviaire Pignerol-Torre Pellice au niveau du passage à niveau du Corso Torino à Pignerol pour demander sa remise en service. La réouverture, prévue dans le contrat signé avec Trenitalia, aurait dû avoir lieu le 8 décembre 2019 avec desserte par la ligne SFM 2,,.

### SFM 3: Nouvelle gare de Buttigliera-Ferriera
Étudiée depuis les années 2010, une nouvelle gare est prévue sur la ligne du Fréjus (qui voit circuler les trains de la ligne SFM 3), entre les gares de Veillane et Rosa, sur le territoire de la commune de Butière-Haute. La gare se situerait à proximité de la zone industrielle d'Avlgliana/Butière-Haute et permettrait de capter un bassin de population estimé à douze communes et 64 000 habitants. Le projet a causé plusieurs controverses politiques de la part d'élus de la commune de Veillane qui reprochent la construction d'une nouvelle gare à seulement 900 mètres de la gare de Veillane. Initialement prévue pour 2018 puis 2020, les travaux connaissent des retards,. Début 2020, la commune de Butière-Haute a voté la cession des terrains à Rete ferroviaria italiana, moyennant une compensation financière. Le terrain a également été défriché.